# Eurema tilaha
Eurema tilaha is een vlindersoort uit de familie van de Pieridae (witjes), onderfamilie Coliadinae.
Eurema tilaha werd in 1829 beschreven door Horsfield.